# Albo signanda lapillo
Albo signanda lapillo dies è una locuzione latina. Alla lettera significa "giorno da contrassegnare con un sassolino bianco", rappresenta quindi un giorno da ricordare a causa di un lieto, memorabile evento.
La locuzione si ricollega all'usanza romana, forse di origine etrusca, di marcare o mettere da parte, al termine della giornata, un sassolino che la simboleggiasse, e tipicamente bianco (albo) o nero (nigro) a seconda della buona o cattiva sorte.